# قصر الوزارة
قصر الوزارة أو بيت الوزارة هو قصر أثري يقع في بلدة سنابس، بمحافظة القطيف، شرق المملكة العربية السعودية. كان يلتحق بالقصر ويُجاوره عدد من المزارع والبساتين والعيون المائيّة إضافةً إلى المزرعة التّابعة له والمُسمّاة باسم مزرعة الوزارة. تهدّم القصر واندثر نتيجة الأهمال، وحلّ محله مخطط سكني.

## الجغرافيا
يقع قصر الوزارة غرب نادي النور، في مُنتصف بلدة سنابس، شمال شرق جزيرة تاروت.